# Devil's Got a New Disguise
Devil's Got a New Disgusie är ett samlingsalbum av gruppen Aerosmith som innehåller två ny spår (Sedona Sunrise och Devil's Got A New Disguise) som släpptes 17 oktober 2006 i USA och i Storbritannien den 30 oktober 2006.

## Låtlista
Alla låtar är skrivna av Steven Tyler och Joe Perry om inget annat namn anges.

### Amerikanska versionen
1. "Dream On" (Steven Tyler) - 4:26
2. "Mama Kin" (Steven Tyler) - 4:26
3. "Sweet Emotion" (Tom Hamilton/Steven Tyler) - 4:35
4. "Back in the Saddle" - 4:40
5. "Last Child" (Steven Tyler/Brad Whitford) - 3:26
6. "Walk This Way" (Run DMC Version) - 3:45
7. "Dude (Looks Like a Lady)" (Desmond Child/Joe Perry/Steven Tyler) - 4:22
8. "Rag Doll" (Holly Knight/Joe Perry/Steven Tyler/Jim Vallance) - 4:25
9. "Love in an Elevator" - 5:22
10. "Janie's Got a Gun" (Tom Hamilton/Steven Tyler) - 5:30
11. "What It Takes" (Desmond Child/Joe Perry/Steven Tyler) - 4:08
12. "Crazy" (Desmond Child/Joe Perry/Steven Tyler) - 4:05
13. "Livin' on the Edge" (Mark Hudson/Joe Perry/Steven Tyler) - 4:21
14. "Cryin'" (Joe Perry/Taylor Rhodes/Steven Tyler) - 5:09
15. "I Don't Want to Miss a Thing" - 4:28
16. "Jaded" (Steven Tyler/Fredrikson) - 3:35
17. "Sedona Sunrise" - 4:18
18. "Devil's Got A New Disguise" - 4:27

### Europenska versionen
1. Dude (Looks Like A Lady) (Desmond Child /Joe Perry/Steven Tyler) - 4:22
2. Love In An Elevator - 5:22
3. Livin' On The Edge (Mark Hudson/Joe Perry/Steven Tyler) - 4:21
4. Walk This Way (Rum-DMC version) - 3:45
5. Cryin' (Joe Perry/Taylor Rhodes/Steven Tyler) - 5:09
6. Jaded (Steven Tyler/Frdrikson) - 3:35
7. Crazy (Desmond Child/Joe Perry/Steven Tyler) - 4:05
8. Angel (Desmond Child/Steven Tyler) - 5:06
9. Janie's Got A Gun (Tom Hamilton/Steven Tyler) -5:30
10. Amazing (Richard Supa) - 5:57
11. The Other Side (Steven Tyler/Jim Vallance) - 4:07
12. Dream On (Steven Tyler) - 4:26
13. Sweet Emotion (Tom Hamilton/Steven Tyler) - 4:35
14. Falling In Love (Is Hard Knees) (Glen Ballard/Joe Perry/Steven Tyler)
15. Pink (Glen Ballard/Richard Supa/Steven Tyler)
16. I'm Don't Want To Miss A Thing
17. Sedona Surise
18. Devil's Got A New Disguise